# Тубинское муниципальное образование
Тубинское муниципальное образование — муниципальное образование со статусом сельского поселения в 
Усть-Илимском районе Иркутской области России. Административный центр — поселок Тубинский.

## Демография
По результатам Всероссийской переписи населения 2010 года 
численность населения муниципального образования составила 2154 человека, в том числе 1052 мужчины и 1102 женщины.

## Населённые пункты
В состав муниципального образования входят два населённых пункта (до 2024 года - три)
- Тубинский
- Тушама

Упразднён:
- Кедровый посёлок, в 2024 году[3].